# 乌兰夫故居
乌兰夫故居是中国共产党和中华人民共和国的蒙古族高级将领、官员乌兰夫青少年时代的故居，位于呼和浩特市西偏南60多公里的土默特左旗塔布赛乡塔布赛村。
乌兰夫1906年在此出生，并在这里度过了童年和少年时光。1919年离家求学，1929年从苏联莫斯科中山大学归国，回到此处开展政治活动。
故居原有大部分建筑在1939年第二次世界大战中被日军烧毁。1991年重修后的故居，南面开大门，有生活住房、书房等20余间，其中院内有正房5间和东、西厢房。另有数个展厅。院中央有乌兰夫的半身铜像。
2006年乌兰夫故居被列为第六批全国重点文物保护单位。
另外在呼和浩特市新华西街乌兰夫公园内有乌兰夫纪念馆，旁边有呼和浩特地铁乌兰夫纪念馆站。有不少人将乌兰夫纪念馆和乌兰夫故居混淆。